# Deep Wells
Deep Wells é uma cidade fantasma no Condado de Eureka, no estado de Nevada nos Estados Unidos.

## História
Deep Wells foi uma paragem da Eureka-Nevada Railroad, se bem que a vila já existisse antes da chegada do caminho de ferro em 1874. A vila era uma paragem para abastecer de água o comboio. Na atualidade, os únicos vestígios da antiga vila são as ruínas do moinho de vento.